# 박규식 (정치인)
박규식(1938년 1월 1일~2020년 12월 3일)은 대한민국의 정치인이다. 제12·14대 국회의원을 지냈다.

## 역대 선거 결과
|  | 28.03% |

|  | 24.53% |

|  | 47.68% |

|  | 16.68% |